# 卡斯鎮區 (密蘇里州德克薩斯縣)
卡斯鎮區（英語：Cass Township）是位於美國密蘇里州德克薩斯縣的一個行政鎮區。

## 地方資料
卡斯鎮區的面積為231.73平方千米，當中陸地面積為231.54平方千米，而水域面積為0.19平方千米。根據2020年美國人口普查的數據，當地共有人口1065人，而人口密度為每平方千米4.6人。